# Stephanie Santer
Pour les articles homonymes, voir Santer.
Stephanie Santer, née le 11 septembre 1981 à Brunico, est une fondeuse italienne.

## Biographie
Elle est la sœur des biathlètes Nathalie Santer et Saskia Santer et possède comme elle la nationalité belge aussi, tandis qu'elle représente l'Italie en compétition.
Membre du club ASC Toblach, elle dispute les Championnats du monde junior en 2000 et 2001, terminant au mieux seizième.
Elle fait ses débuts en Coupe du monde en décembre 2001 à Cogne (77e). Quatre ans plus tard, elle signe son seul résultat dans le top trente à Nové Město na Moravě (30e). 
En 2005-2006, alors qu'elle aspirait rejoindre ses sœurs aux Jeux olympiques à Turin, elle se casse la jambe en course préparatoire à Davos et ne pouvant participer à la compétition, elle doit abandonner son rêve.
En 2007, elle reçoit une sélection pour le trente kilomètres des Championnats du monde à Sapporo, terminant 31e, tandis qu'elle se classe 55e du sprint. Cependant, elle commence à perdre sa place dans l'équipe nationale lors de l'hiver suivant et court sa dernière manche de Coupe du monde en 2009.
En 2011, elle commence à participer à des courses marathon et connaît le succès lors de l'hiver suivant terminant troisième de la Marcialonga et de Finlandia-hiihto, ainsi que deuxième de la Transjurassienne et de la Birkebeinerrennet, ce qui l'aide à finir en tête du classement de la Coupe Marathon.

## Palmarès

### Championnats du monde
| Épreuve / Édition     | Sprint                           | Sprint    | 10 km | 10 km                            | Poursuite 2 × 7,5 km | 30 km | Relais | Relais   |
| Épreuve / Édition     | libre                            | classique | libre | classique                        | Poursuite 2 × 7,5 km | 30 km | Sprint | 4 × 5 km |
| Mondiaux 2007 Sapporo | Épreuve inexistante à cette date | 55e       | -     | Épreuve inexistante à cette date | —                    | 31e   | —      | —        |

Légende :
- : pas d'épreuve
- — :  Épreuve non disputée par Santer

### Coupe du monde
- Meilleur classement général : 124e en 2006.
- Meilleur résultat individuel : 30e.

#### Classements par saison
| Saison    | Classement général final | Classement distance |
| 2005-2006 | 124e                     | 92e                 |

### Championnats du monde de rollerski
- Kristiansund 2011 :
  -  Médaille de bronze sur le relais.

### Worldloppet Cup
- 1re du classement général en 2012.
- 6 podiums : 4 deuxièmes places et 2 troisièmes places.

### Coupe OPA
- 6e du classement général en 2011.
- 6 podiums.

### Coupe continentale
- 10 podiums, dont 3 victoires.